# Kanton Éguzon-Chantôme
Der Kanton Éguzon-Chantôme war von 1790 bis 2015 ein französischer Wahlkreis im Arrondissement La Châtre, im Département Indre und in der Region Centre-Val de Loire; sein Hauptort war Éguzon-Chantôme, Vertreter im Generalrat des Départements war zuletzt von 2004 bis 2015 Pierre Petitguillaume.
Der Kanton war 144,82 km² groß und hatte (2006) 4488 Einwohner (Stand:2012). 

## Gemeinden
| Gemeinde             | Einwohner Jahr | Fläche km² | Bevölkerungsdichte | Postleitzahl | Code INSEE |
| -------------------- | -------------- | ---------- | ------------------ | ------------ | ---------- |
| Badecon-le-Pin       | 746 (2013)     | –          | – Einw./km²        | 36200        | 36158      |
| Baraize              | 334 (2013)     | –          | – Einw./km²        | 36270        | 36012      |
| Bazaiges             | 217 (2013)     | –          | – Einw./km²        | 36270        | 36014      |
| Ceaulmont            | 745 (2013)     | –          | – Einw./km²        | 36200        | 36032      |
| Cuzion               | 440 (2013)     | –          | – Einw./km²        | 36190        | 36062      |
| Éguzon-Chantôme      | 1407 (2013)    | –          | – Einw./km²        | 36270        | 36070      |
| Gargilesse-Dampierre | 306 (2013)     | –          | – Einw./km²        | 36190        | 36081      |
| Pommiers             | 277 (2013)     | –          | – Einw./km²        | 36190        | 36160      |